# 任大冶
任大冶（1583年—1629年），字天卿，號九籥，浙江台州府寧海縣墺婁鄉人，明朝政治人物。

## 生平
任大冶胸懷大志，冠絕諸生。萬曆三十一年（1603年）以弱冠之年舉浙江鄉試，萬曆四十七年（1619年）會試時，考官亓詩教以其對策為奇文，讚之為「劉蕡之後第一人」，盡力推薦。然而，主考官史繼偕驚於其文，僅置為三甲進士。
任大冶中進士後，初在禮部觀政，同年授直隸無錫縣知縣。任內剷除豪強、清理積弊、謝絕請託，經常和權貴作對。降調湖廣武昌府教授，轉南京國子監博士，升南刑部主事，歷員外郎、郎中。當時顧宗孟忤逆魏忠賢，下刑部勘問，任大冶稱病，被刑部尚書周應秋強行起用，他說：「天日在上，詎可附會，予頭可斷，筆不可轉也。」不久外任廬州府知府，查察民見疾苦、鼓勵士民學習、禁止經商健訟，平反死囚冤獄，二州六邑之民心悅誠服。崇禎二年（1629年）卒於任內。入祀廬州名宦祀及台州府、寧海縣鄉賢祀。

## 家族
曾祖任燁，涿州司訓。祖父任鏞。父任汝江，庠生。

## 引用
1. ↑  光緒《寧海縣志·卷九·選舉志》：神宗 萬厯 三十一年癸未【卯】（舉人） 任大冶 有傳
2. ↑  《萬曆四十七年己未科進士履歷》：任大冶，九籥，诗四房，癸未八月初三日生。宁海县人，癸卯六十五名，会三名，二甲六十七名。礼部政，本年六月授南直无锡知县，癸亥升南國子監博士，甲子升南刑部主事，丙寅升郎中，丁卯升庐州知府，己巳卒。
3. ↑  光緒《寧海縣志·卷十·人物志一》：任大冶，字天卿，號九籥，墺婁人。豪襟碩抱，領袖羣倫，博學宏詞冠冕一代。弱冠登賢書，萬厯己未會試，給事中亓詩教奇其對策，有「今上為不聾不痴之家翁，羣臣為無綱無紀之僕從，天下為半夢半醒之世界，中外為不痛不痒之肌膚」數語，以為劉蕡後一人也力薦，元典試史繼階【偕】驚其言置第三。初授無錫知縣，鋤豪強、清積弊、絕請託，每與權貴人忤；左遷武昌授，轉南京國子監博士，晉刑曹主政，厯員外、郎中。時有顧宗孟以觸魏璫下刑部勘，大冶謝病，司寇強起之，大冶曰：「天日在上，詎可附會，予頭可斷，筆不可轉也。」越月出知廬州，至則問民疾苦、敦勵士習，禁逐末健訟，反誣獄脫死囚，二州六邑之長咸聞風振飭，民大悅服。崇禎己巳卒於任，入名宦，郡邑祀鄉賢，所著見藝文。 舊志、府志、通志